# Felipe Mediavilla
Felipe Mediavilla Mediavilla (* 3. Juni 1913; † 25. März 1977) war ein chilenischer Fußballspieler. Der Mittelfeldspieler absolvierte zwei Länderspiele für Chile.

## Karriere

### Verein
Felipe Mediavilla begann schon in der Jugend von Unión Española mit dem Fußballspielen, wo bereits sein Bruder Gerardo spielte, und wurde im Alter von 18 Jahren zur Profimannschaft befördert. 1936 spielte er für Audax Italiano, das in diesem Jahr Meister wurde, und für den Badminton FC, kehrte allerdings wieder zu Unión Española zurück. Durch den spanischen Bürgerkrieg zog sich der Klub spanischer Einwanderer vom Spielbetrieb zurück. Mediavilla schloss sich daher dem CD Universidad Católica an. Auch wenn Unión Española ab 1940 wieder am Spielbetrieb teilnahm, blieb der Mittelfeldspieler beim Universitätsklub. Wie auch Fernando Riera wollte er nicht gegen seinen Ex-Klub auflaufen, wurde dann aber letztlich doch eingewechselt. Mediavilla blieb bis mindestens 1943 bei Universidad Católica. Bei der 1:7-Niederlage in diesem Jahr von den Cruzados gegen den CSD Colo-Colo schoss er die 1:0-Führung für UC.

### Nationalmannschaft
Felipe Mediavilla debütierte für die Nationalmannschaft unter Pedro Mazullo bei der 1:3-Niederlage gegen Gastgeber Peru beim Campeonato Sudamericano 1939. Bei der Südamerikameisterschaft kam er zu keiner weiteren Partie. La Roja belegte insgesamt nach einem Sieg und drei Niederlagen den vierten Turnierplatz. Nach dem Turnier absolvierte Mediavilla noch ein Freundschaftsspiel gegen Paraguay. Dies war zugleich sein letzter Länderspieleinsatz.

## Erfolge
Audax Italiano
- Chilenischer Meister: 1936